# Rudolf Cramer von Clausbruch (Pilot)
Rudolf Cramer von Clausbruch (* 19. September 1900 (1899 lt. Familie) in Hamburg; † 1. September 1979 in Rio de Janeiro) war ein deutscher und brasilianischer Pilot. Er flog das erste in Brasilien registrierte Passagierflugzeug, den Dornier Wal P-BAAA Atlantico.

## Leben
Rudolf Cramer von Clausbruch war ein Sohn von Maximilian Cramer von Clausbruch und dessen Frau Else, geborene Rimpau. Er war Neffe des Offiziers Rudolf Cramer von Clausbruch.
Rudolf Cramer von Clausbruch war dreimal verheiratet. Mit seiner ersten Frau hatte er 2 Töchter. Seine zweite Ehe ging er mit der Berliner Schönheitskönigin von 1930 Dorit Nitykowski ein, mit der er einen Sohn hatte. Die Ehe wurde 1937 geschieden. Seiner dritten Ehe mit der in Rio de Janeiro geborenen Margarethe Werner entstammt mindestens eine Tochter.
Cramer von Clausbruch kam 1917 während des Ersten Weltkrieges zur Fliegertruppe. 1923 wurde er Pilot beim Junkers Luftverkehr, 1924 beim Deutschen Aero-Lloyd und wurde 1926 in die Lufthansa übernommen und auf der mit Dornier Walen bedienten Strecke Stettin–Kalmar–Stockholm eingesetzt. Ende des Jahres wurde er nach Brasilien zur Tochtergesellschaft Condor Syndikat entsandt.
Der Generaldirektor dieser Tochtergesellschaft, Fritz W. Hammer, hatte 1925 bereits mit zwei Dornier Walen einen Demonstrationsflug von Kolumbien durch Mittelamerika, über die Karibik nach Kuba und bis nach Florida durchgeführt. Einer dieser Wale, D-1012 Atlantico, war nach Überholung in Deutschland per Schiff nach Montevideo geliefert worden. Hammer war mit ihm nach Buenos Aires geflogen und hatte dort den ehemaligen Reichskanzler, Hans Luther, an Bord genommen und dann im November nach Rio de Janeiro geflogen, wo ihn der Politiker bei der Erlangung einer Lizenz unterstützen sollte.

### 1927–1931
Der gerade eingetroffene Cramer von Clausbruch war am 1. Januar 1927 Pilot der Atlantico, die den brasilianischen Minister für Verkehr, Victor Konder, und andere Persönlichkeiten nach Florianópolis flog und diese dabei überzeugte, den Deutschen am 26. Januar eine Verkehrsflugkonzession zu erteilen. Schon am 27. erfolgte der 1. Linienflug von Rio de Janeiro nach Porto Alegre (zwei Tage) mit der Atlantico und Cramer von Clausbruch als Piloten.
Am 10. Juni 1927 wurde auf Veranlassung der brasilianischen Regierung die erste brasilianische Luftfahrtgesellschaft, die Viacao Aérea Rio-Grandense (Varig), gegründet. Das Condor Syndikat brachte in die neue Gesellschaft sein Flugzeug und fast sein gesamtes Personal ein: Cramer von Clausbruch wurde Chefpilot der Varig und führte für diese Gesellschaft am 18. Juni deren ersten Passagier- und Postflug durch.
Das Condor Syndikat wurde 1927/1928 durch eine weitere neue brasilianische Gesellschaft, Syndicato Condor, ersetzt, die weiterhin von den Deutschen dominiert wurde. Cramer von Clausbruch war der Chefpilot dieser Gesellschaft.
Am 22. März 1930 führte er zusammen mit Fritz Hammer den ersten Postnachtransport zum nach Europa laufenden Schnelldampfer Cap Arcona mit dem Dornier Wal P-BAMA Jangadeiro durch, um die Postlaufzeiten zu verkürzen. Die Schnelldampfer der Hamburg Süd stoppten kurz vor der Insel Fernando de Noronha und die Wale landeten nahe dem Schiff, das dann mit einem Kutter die nachgeflogenen Postsäcke an Bord holte. Cramer von Clausbruch erwarb eine große Erfahrung mit dem Seegebiet dort, in dem auch die Lufthansa ab 1934 bei den regelmäßigen Postflügen über den Südatlantik Zwischenlandungen durchführte und dann eines ihrer Katapultschiffe stationierte.
Im April 1931 ersetzte Cramer von Clausbruch den Amerikaner Schildhauer als 2. Pilot auf dem Flugschiff Dornier Do X, das am 1. Mai 1931 den Flug von den Kanaren über Villa Cisneros und Boloma zum Bissagos-Archipel fortsetzte und am 30. Mai bei den Kap Verden eintraf. Am 4. Juni gelang nach vielen Fehlversuchen vor Porto Praia der Start nach Fernando de Noronha und dann weiter nach Natal (Brasilien). Entlang der Küste erreichte das Flugschiff am 20. Juni 1931 Rio de Janeiro. Für den dann vom 5. bis 27. August 1931 folgenden Etappenflug der Do X entlang der Küste, über die Antillen und bis New York wurde Cramer von Clausbruch 1. Pilot des Flugschiffes unter dem neuen Kommandanten Fritz W. Hammer.

### Nach 1933
Im November 1933 nahm er an der zweiten Versuchsreihe der Lufthansa für den geplanten Postverkehr über den Südatlantik als Führer des 8-Tonnen-Wal Monsun teil, den er auch aus Deutschland nach Westafrika überführte. Er galt als Tiefflugspezialist, der sich den Bodeneffekt zu Nutze machte. An den ersten Postflügen 1934 war er regelmäßig als Pilot oder Copilot beteiligt (mindestens sechs Atlantiküberquerungen). 1935, 1937 und 1938 folgte jeweils ein Hin- und Rückflug als 2. Flugzeugführer.
1937 hatte Rudolf Cramer von Clausbruch in 10 Jahren bei der Syndicato Condor mehr als 1 Million Meilen allein in deren brasilianischem Liniendienst zurückgelegt.
1939 flog er erneut über den Südatlantik; diesmal als Copilot auf dem viermotorigen Schwimmerflugzeug Blohm & Voss Ha 139 Nordwind von Recife nach Bathurst. Er begab sich nach Deutschland, um die dort bestellten viermotorigen Focke-Wulf Fw 200 abzunehmen, von denen die Syndicato Condor zwei bestellt hatte. An der Überführung der ersten Maschine nahm er als Passagier teil. Die zweite Maschine, D-ASBK Holstein, überführte er vom 27. bis 29. Juli 1939 von Frankfurt über Sevilla, Bathurst und Natal nach Rio de Janeiro.
Nach der Kriegserklärung Brasiliens an Deutschland 1942 war er für eineinhalb Jahre inhaftiert. Da er nicht mehr als Pilot arbeiten durfte, kaufte ihm sein dritter Schwiegervater eine Farm.
1958 war Rudolf Cramer von Clausbruch in Brasilien wohnhaft.